# Abigail Thompson

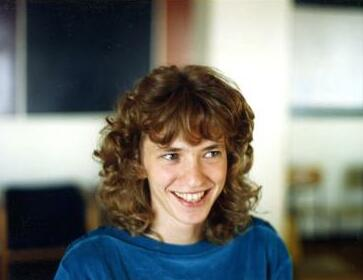
Abigail Thompson

Abigail A. Thompson (* 30. Juni 1958 in Norwalk, Connecticut) ist eine US-amerikanische Mathematikerin, die sich mit Knotentheorie und geometrischer Topologie von 3-Mannigfaltigkeiten beschäftigt.

## Leben
Thompson besuchte das Wellesley College (Bachelorabschluss 1979) und die Rutgers University, wo sie 1986 bei Martin Scharlemann promoviert wurde (Property P for some classes of knots). Als Post-Doktorandin war sie an der Hebrew University mit einer Lady Davis Fellowship und 1987/88 an der University of California, Berkeley. Seit 1988 lehrt sie als Professorin an der University of California, Davis. 1990/91 und 2000 bis 2001 war sie am Institute for Advanced Study. Sie engagiert sich auch in Mathematikpädagogik und leitet eine regelmäßige Sommerschule an ihrer Universität für begabte High-School-Schüler.
In ihrer Dissertation stützte sie die Vermutung, dass alle nicht trivialen Knoten im dreidimensionalen euklidischen Raum die Eigenschaft P besitzen (die besagt, dass keine nicht triviale Dehn-Chirurgie des Knoten-Komplements die 3-Sphäre ergibt), indem sie die Eigenschaft P für zwei weitere Klassen von Knoten zeigte.
1991 bis 1993 war sie Sloan Research Fellow, und sie ist Fellow der American Mathematical Society. 2003 erhielt sie den Ruth Lyttle Satter Prize in Mathematics insbesondere für Arbeiten zum Ausbau des Konzept der Thin position im Zusammenhang mit der „Breite“ genannten Knoteninvariante (eingeführt von David Gabai 1987) Mit dessen Hilfe vereinfachte sie (und gab eine neue Interpretation für) einen Algorithmus von Hyam Rubinstein (1992) um zu entscheiden, wann eine geschlossene orientierbare 3-Mannigfaltigkeit homöomorph zur 3-Sphäre ist.
Sie ist verheiratet und hat drei Kinder.

## Schriften (Auswahl)
- mit Scharlemann: Heegaard splittings of (surface)×I  are standard. Math. Ann. 295 (1993), no. 3, 549–564.
- Thin position and the recognition problem for S3. Math. Res. Lett. 1 (1994), no. 5, 613–630.